# Colletes rubrovittatus
Colletes rubrovittatus är en biart som beskrevs av Cockerell 1946. Colletes rubrovittatus ingår i släktet sidenbin, och familjen korttungebin. Inga underarter finns listade i Catalogue of Life.